# Moerlemaye
Moerlemaye of Moerlemaaie was de naam van twee elkaar opvolgende stedelijke opstanden in Brugge in 1280-1281.

## Geschiedenis
De dertiende eeuw kende heel wat gemeentelijke opstanden in het graafschap Vlaanderen. Ze werden getypeerd als volksopstanden, als democratische bewegingen van arm tegen rijk, als actie van een onderdrukte volksklasse tegen een oppermachtig patriciaat en tegen de graaf van Vlaanderen. De tegenstellingen waren uiteindelijk wel genuanceerder.
Dit was het geval in Luik (in 1253-1255) en in Gent (in 1275-1280). In Doornik was er onrust in 1279 en in 1281, veroorzaakt door de wolwevers. In Ieper was er in oktober 1280 een opstand die de naam van Cockerulle kreeg, waarbij de kleine ondernemers in de lakennijverheid rebelleerden tegen de schepenen en de machtige leiders van de wol- en lakenambachten. Ook in Douai en Saint-Omer waren er in dezelfde periode onlusten. Elke stedelijke opstand had zijn eigen motiveringen.
Wat Brugge betreft, moet vooreerst gewezen worden op de tegenstellingen binnen het patriciaat. Er waren enerzijds de families die de toegang tot de schepenbank monopoliseerden en anderzijds de families aan wie die toegang werd ontzegd, die minder tot de financiële top konden doordringen en die dan ook steun zochten bij de ambachten en neringen, waar ze trouwens vaak een paar generaties eerder waren uit voortgesproten. 
De Moerlemaye-opstanden in Brugge hadden als begindatum 1 oktober 1280 en als einddatum augustus 1281. Ze werden achteraf de Moerlamaye genoemd en er is discussie geweest over de betekenis van dit woord. Rijksarchivaris Carlos Wyffels heeft het uitgelegd als een samenvoeging van de woorden moerelen en mayen. Moerelen (of morrelen) betekent luidkeels roepen en tieren. Mayen betekent heftig met de armen zwaaien.
De leiders van de Brugse opstanden behoorden tot het patriciaat. De voornaamste oorzaak was de verslechtering van de handelsbetrekkingen met Engeland, een gevolg van de Frans-Engelse oorlogen, waarbij de Vlaamse graven zich aan de Franse kant opstelden. Dit betekende economische problemen voor de stad. Toen er geschillen ontstonden tussen de vreemde kooplieden en de Bruggelingen, koos de graaf Gwijde van Dampierre de kant van de eersten en gaf hen het voorrecht om hun activiteiten van Brugge te verplaatsen naar Aardenburg. In datzelfde jaar 1280 ontstond een grote brand, waarbij met de houten structuur van het belfort ook de Brugse archieven met de vele oorkonden die vrijheden en (voor)rechten verleenden, in de vlammen opgingen. Dit gaf aan de graaf een bijkomend drukkingsmiddel, om slechts mits toegevingen vanwege de stadsbestuurders, bevestigende nieuwe documenten te verlenen.
Beide feiten wakkerden de vijandige gemoederen aan tegen de graaf en hen die hem steunden.
In oktober 1280 werden zowel de volksklasse als de leiders van de ambachten door de rebellerende patriciërs opgeruid en dit leidde ertoe dat een aantal schepenen vervangen werden door vertegenwoordigers van de ambachten. Burgemeester Pieter van der Weyde en eerste stadspensionaris Nicolaas van Biervliet, die de stad ontvluchtten, werden bij verstek veroordeeld en hun huizen verwoest. Huizen van enkele van hun medestanders ondergingen hetzelfde lot, evenals dat van de schout en grafelijk vertegenwoordiger, Versperringen. Robrecht van Bethune kwam, als vertegenwoordiger van zijn vader, graaf Gwijde, naar Brugge in een poging om er de rust te herstellen en de volkswoede te kalmeren. Hij slaagde er niet in en verliet halsoverkop de stad. Tot minstens in april 1281 bleef de stad in handen van de opstandige factie.
Eigentijdse documenten laten toe de leiders van de opstanden te identificeren. Het ging om een tiental personen:  
- Raven Danwilt
- Boudewijn Priem
- Jan Utensacke
- Jacob Bonin
- Jan Bonin
- Jan Danwilt
- Alard Lams
- Nicolaas Alverdoe
- Gillis Priem
- Jan Coopman.

Ze waren allen patriciërs en leden van invloedrijke families. Onder de elf schepenen en tien raadsleden die op 2 februari 1280 werden benoemd, behoorden er zes enkele maanden later tot de opstandelingen. De minder gegoede patriciërs, de middenstanders en het gewone volk sloten zich bij hen aan.
In de loop van 1280 zouden vijf schepenen de stad ontvluchten:
- Lambertus Tolnare
- Willem de Calkere
- Jacob van den Groenendicke
- Jacob Hubrecht
- Jan Bachter Halle.

Samen met nog een aantal anderen behoorden ze tot de aanhangers van de graaf. Het was dus duidelijk dat de rijke patriciërs in twee vijandige kampen te vinden waren.
In april 1280 keerde Gwijde van Dampierre naar Vlaanderen terug en begon de Brugse opstandelingen te bestraffen. Hij veroordeelde de stad tot een boete van 100.000 pond parisis en tot het vergoeden van de schade aangericht aan de eigendommen van zijn aanhangers. Op 25 mei 1281 verleende hij een nieuwe keure, die de in de vlammen opgegane keure, in de twaalfde eeuw door Filips van den Elzas verleend, moest vervangen. Ze was heel wat strenger en kon eveneens als een straf gezien worden. Pas na verschillende beroepen bij het Parlement van Parijs, bracht koning Filips IV in 1297 de vroegere keure van Filips van den Elzas weer in werking.
Dit alles zou, volgens de graaf, de rust herstellen, maar dit gebeurde niet. Er greep integendeel een nieuwe episode van de Moerlemaye plaats. Ze ontstond ten laatste in augustus 1281 en richtte zich vooral tegen de strengere bepalingen in de nieuwe keure. Er was weer oproer en huizen van aanhangers van de graaf werden verwoest. De graaf trad streng op. Een aantal Bruggelingen werd gearresteerd en een economische blokkade tegen de stad werd gedecreteerd. Vijf gevangenen (Boudewijn Priem, Jan Danwilt, Jan Coopman, Lambrecht Lam, Lambrecht Danwilt) werden terechtgesteld. Nieuwe boeten werden aan de stad opgelegd.
Ook al was hiermee de opstand beëindigd, de gevolgen bleven nog een twintigtal jaren nawerken. De graaf was onbetwistbaar de winnaar van het conflict en zijn aanhangers binnen de stad verstevigden hun positie. De patriciërsfamilies die zich tegen de graaf hadden opgesteld, verdwenen voor tamelijk lange tijd uit het stadsbestuur. De ambachten en het gemeen haalden geen voordeel uit de opstanden. De vreemde kooplieden verlieten Aardenburg en vestigden zich opnieuw in Brugge.
De boeten en schadevergoedingen geraakten betaald, de keuren waren weer als voorheen en hierdoor was de episode van de Moerlemaye tegen 1297-98 voor goed voorbij. De volgende periode zou andere tegenstellingen tot uiting doen komen, waarbij de clans van de Leliaerts en de Klauwaarts tegenover elkaar zouden staan, wat zou leiden tot de Brugse Metten in 1301 en de Guldensporenslag in 1302.